# John Korfas
Jon Korfas (grec moderne : Τζον Κόρφας), né le 21 août 1962, à Akron, dans l'Ohio, est un joueur et entraîneur américain naturalisé grec de basket-ball. Il évolue durant sa carrière au poste de meneur. 

## Palmarès
- Finaliste du championnat d'Europe 1989
- Coupe des coupes 1991
- Coupe Korać 1994
- Euroligue 1996
- Coupe intercontinentale 1996
- Coupe de Grèce 1995, 1996